# Звездовик четырёхлопастный
Звездови́к четырёхло́пастный (лат. Geastrum quadrifidum) — вид грибов, входящий в род звездовик (Geastrum) семейства звездовиковые (Geastraceae).

## Описание
Молодые плодовые тела подземные, почти шаровидные или сплюснутые, со вросшими частицами опада. При раскрывании экзоперидий звездообразно разрывается на 4—5(6) лучей, 1—4(6) см в высоту. Лучи не гигроскопичные, прямостоячие, «сводами» приподнимающие эндоперидий над землёй, широкие, с загнутыми вовнутрь краями. При распрямлении экзоперидий до 9 см в диаметре. Мицелиальный слой экзоперидия с врастающими частицами опада, с внутренней стороны беловатый, долговечный. Волокнистый слой (между мицелиальным внутренним) кожистый до пленчатого, со стороны эндоперидия сначала покрытый псевдопаренхиматозным слоем, затем обнажающийся и белый, со стороны мицелиального слоя беловатый, блестящий, затем становится грязно-коричнево-белым. Внутренний (псевдопаренхиматозный) слой (покрывающий экзоперидий со стороны, скрытой у молодых плодовых тел, затем показывающейся) сначала беловатый, затем темнеет до буроватого или серо-буроватого, изредка розоватый, с возрастом растрескивается.
Эндоперидий, окружающий глебу, приподнят над «звездой» на ножковидном отростке, шаровидный или приплюснутый, около 0,7—1 см в диаметре. Перистом чётко ограниченный, дисковидный или конический.
Споры в массе тёмно-коричневые, шаровидной формы, с мелкобородавчатой поверхностью, 5,5—6,3 мкм в диаметре (включая орнамент). Гифы капиллиция толстостенные, 3—6 мкм толщиной, с утончёнными концами, желтовато-коричневые.
Пищевого значения не имеет, считается несъедобным грибом.

### Сходные виды
- Geastrum leptospermum G.F.Atk. & Coker, 1903 — североамериканский вид, отличается ещё меньшими размерами, появляется зимой и весной, произрастает на покрытом мхом валеже хвойных и лиственных деревьев.
- Geastrum minimum Schwein., 1822 — Звездовик маленький — отличается не сводчатым экзоперидием с большим количеством лучей.
- Geastrum fornicatum (Huds.) Hook., 1821 — Звездовик сводчатый — отличается большими размерами плодовых тел, более чётко ограниченным перистомом и более мелкими спорами.
- Geastrum dissimile Bottomley, 1948 — африканский вид, отличается бороздчатым перистомом.
- Geastrum welwitschii Mont., 1856 — отличается наземными молодыми плодовыми телами, во внешний слой которых не врастают частицы опада, а также нечётко ограниченным перистомом.

## Экология и ареал
Произрастает на почве в хвойных и лиственных (буковых) лесах, с хорошо дренированной почвой.
Редкий на протяжении всего ареала вид. Внесён в Красные книги Австрии, Болгарии, Дании, Латвии, Нидерландов, Польши.

## Таксономия

### Синонимы
- Geastrum coronatum (Scop.) J.Schröt., 1889, nom. illeg.
- Geastrum quadrifidum var. minus Pers., 1801
- Geastrum minus (Pers.) G.Cunn., 1926
- Lycoperdon coronatum Scop., 1772
- Lycoperdon secundum Schaeff., 1763, nom. inval.